# Lillian Yarbo
Lillian Yarbo est une actrice américaine, née courant 1905 à Washington (district de Columbia) et morte le 12 juin 1996 à Seattle.

## Biographie
Au cinéma, Lillian Yarbo contribue à quarante-huit films américains sortis entre 1936 et 1949, le plus souvent dans des seconds rôles (ou petits rôles non crédités) de servante.
Parmi ses films notables, mentionnons la comédie Vous ne l'emporterez pas avec vous de Frank Capra (1938, avec Jean Arthur et James Stewart), ainsi que les westerns Femme ou Démon de George Marshall (1939, avec Marlène Dietrich et James Stewart) et L'Inspiratrice de William A. Wellman (1942, avec Barbara Stanwyck et Joel McCrea).

## Filmographie partielle
- 1937 : Stella Dallas de King Vidor : Gladys
- 1937 : Kentucky de David Butler : Magnolia
- 1938 : Femmes délaissées (Wives Under Suspicion) de James Whale : Creola
- 1938 : Vous ne l'emporterez pas avec vous (You Can't Take It With You) de Frank Capra : Rheba
- 1939 : La Grande Farandole (The Story of Vernon and Irene Castle) de H. C. Potter : Mary
- 1939 : Boy Friend de James Tinling
- 1939 : Femme ou Démon (Destry Rides Again) de George Marshall : Clara
- 1940 : Une femme dangereuse (They Drive by Night) de Raoul Walsh : Chloe
- 1940 : Lillian Russell d'Irving Cummings : une servante
- 1940 : Le Retour de Frank James (The Return of Frank James) de Fritz Lang : la servante d'Eleanor
- 1942 : Swing au cœur (Footlight Parade) de Gregory Ratoff : la servante d'Estelle
- 1942 : L'Inspiratrice (The Great Man's Lady) de William A. Wellman : Mandy
- 1943 : Lily Mars vedette (Presenting Lily Mars) de Norman Taurog : Rosa
- 1943 : La Bête (Whistling in Brooklyn) de S. Sylvan Simon
- 1944 : Tendre symphonie (Music for Millions) d'Henry Koster : Jessie
- 1945 : L'Intrigante de Saratoga (Saratoga Trunk) de Sam Wood : une servante de l'hôtel
- 1945 : Show Boat en furie (The Naughty Nineties) de Jean Yarbrough : Effie
- 1946 : La Fille et le Garçon (The Time, the Place and the Girl) de David Butler : Jeanie
- 1947 : My Brother Talks to Horses de Fred Zinnemann : Psyche
- 1948 : Ainsi sont les femmes (A Date with Judy) de Richard Thorpe : Nightingale